# Frankie Lymon & the Teenagers
Frankie Lymon & the Teenagers (hierna; The Teenagers) waren een Amerikaanse doowopgroep. De groep geniet bekendheid als een van de vroegste succesvolle rock-acts. De populairste opnames werden in de jaren 1950 gemaakt met de jeugdige hoofdzanger Frankie Lymon. In 1993 werd de groep opgenomen in de Rock and Roll Hall of Fame.

## Bezetting
- Frankie Lymon[3]
- Herman Santiago[4]
- Jimmy Merchant[5]
- Joe Negroni
- Major Harris[6]
- Sherman Garnes

## Geschiedenis
De geschiedenis van The Teenagers begint bij de oprichting van The Earth Angels in 1954. Nadat zijn ouders gescheiden waren, verhuisde Jimmy Merchant in dat jaar met zijn moeder naar Washington Heights. In de herfst ging hij onderwijs volgen aan de Edward W. Stitt Junior High School. Daar leerde hij Sherman Garnes kennen. Samen met een paar vrienden richtten zij The Earth Angels op, vernoemd naar het toen populaire nummer Earth Angel van The Penguins.
In de lente van 1955 gingen Merchant en Garnes verder met Joe Negroni en Herman Santiago. Ze veranderden de naam van de groep verschillende malen in enkele maanden tijd. Zo noemden ze zich The Coupe De Villes en The Ermines. Ze oefenden met bekende nummers in de hal van het appartementencomplex waar Garnes woonachtig was. De groep werd door een bewoner aangemoedigd om eigen werk te gaan schrijven. Om de jongens op weg te helpen, gaf hij ze de liefdesbrieven met gedichten die hij van zijn ex-vriendin gekregen had. Een van die gedichten bevatte de regels "Why do birds sing so gay?" en  "Why do fools fall in love?". Merchant gebruikte het materiaal voor een doowop-ballad met de titel Why Do Birds Sing So Gay. Na enkele aanpassingen van Santiago grepen de jongens elke gelegenheid aan om het nummer ten gehore te brengen.
In augustus 1955 veranderde de groep opnieuw van naam en gingen ze verder als The Premiers. De 12-jarige Frankie Lymon leefde in de buurt waar de groep oefende en volgde The Premiers met interesse. Hoewel de leden van The Premiers hem in eerste instantie te jong vonden, werd hij in deze periode lid nadat ze hem zagen optreden met de gospelgroep The Harlemaine Juniors. Gedurende deze tijd werden The Premiers ontdekt door Richard Barrett, de hoofdzanger van The Valentines. Hij was tevens werkzaam voor Gee Records en hielp de groep aan een auditie.
De groep veranderde opnieuw van naam en ging nu verder als The Teenagers. In januari 1956 kwam het wereldwijde succes in de vorm van de song Why Do Fools Fall in Love dat een nummer 1-hit werd. In de Billboard Hot 100 kwam de song op een 7e plaats en er werden meer dan een miljoen exemplaren van verkocht. In het Verenigd Koninkrijk veroverde de song zelfs de toppositie van de pophitlijst. De groep nam deel aan meerdere tournees, zowel in de Verenigde Staten als overzee. Ze speelden ook mee in verschillende rock-'n-roll-films. Verdere hitsongs uit 1956 waren I Want You to Be My Girl, Who Can Explain en The ABC's of Love.
In 1957 kwam met Out in the Cold Again nog een verdere top 10-hit op de markt, de daaropvolgende single Goody, Goody, die nog werd gepubliceerd onder de naam Frankie Lymon & the Teenagers, werd eigenlijk opgenomen door Frankie Lymon en de Ray Charles Singers. In augustus vond de officiële scheiding plaats. De Teenagers scoorden daarna geen enkele hit meer en Frankie Lymon bracht ondanks talrijke publicaties nog slechts eenmaal in 1960 de kleine hit Little Bitty Pretty One uit.

## Belang en invloed
De groep startte een trend van jonge popgroepen met een jeugdige zanger. Het bekendste voorbeeld zijn The Jackson 5. In de jaren 1960 baseerden meidengroepen hun sound op die van The Teenagers.
In 1993 werden Frankie Lymon & the Teenagers opgenomen in de Rock and Roll Hall of Fame en in 2000 in de Vocal Group Hall of Fame. In 2016 werd de groep opgenomen in Rolling Stone's lijst van 40 Greatest One-Album Wonders.

## Discografie
- The Teenagers featuring Frankie Lymon, 1956